# Хутор Энгельса
Э́нгельса — хутор в Новокубанском районе Краснодарского края России.
Входит в состав Верхнекубанского сельского поселения.

## Население
| 2002 | 2010 |
| ---- | ---- |
| 284  | ↗310 |

## Улицы
На хуторе имеются две улицы: Степная и Урожайная.